# Чурикова, Инна Михайловна
И́нна Миха́йловна Чурикова (5 октября 1943, Белебей, Башкирская АССР — 14 января 2023[…], Москва) — советская и российская актриса театра и кино; народная артистка СССР (1991), лауреат Государственной премии Российской Федерации (1997), Государственной премии РСФСР имени братьев Васильевых (1986) и премии Ленинского комсомола (1976). Полный кавалер ордена «За заслуги перед Отечеством». Ведущая актриса Московского театра «Ленком» (1976—2023).

## Биография
Родилась 5 октября 1943 года в эвакуации, в городе Белебей Башкирской АССР. После Великой Отечественной войны вместе с матерью, Елизаветой Захаровной, переехала в Москву. Первые театральные роли Чурикова исполнила в постановках драматического кружка в пионерском лагере. В 15 лет участвовала в спектаклях молодёжной студии при Московском драматическом театре им. К. С. Станиславского.
Сразу после окончания школы попыталась поступить в Высшее театральное училище имени М. С. Щепкина, но попытка оказалась неудачной. В тот же год она пробовала поступить в студию МХАТ и тоже провалилась на экзаменах. В 1965 году окончила Высшее театральное училище имени М. С. Щепкина с красным дипломом, актёрский факультет (объединённый курс ГИТИСа и ВТУ — педагоги В. И. Цыганков и Л. А. Волков).
С 1965 года — актриса Московского театра юного зрителя, с 1968 года работала по договорам, с 1975 — актриса театра имени Ленинского комсомола (ныне — «Ленком») в Москве.
В кино дебютировала ещё студенткой, сыграв в 1960 году в фильме «Тучи над Борском». В дальнейшем снималась во многих картинах, включая фильмы, созданные её мужем, кинорежиссёром Глебом Панфиловым. На неё, как на «гениальную актрису», впервые обратил внимание Панфилова Ролан Быков, рекомендовавший Чурикову на роль Тёткиной для фильма «В огне брода нет» (1967). В процессе съёмок Глеб и Инна сблизились и спустя два года поженились.
В 1994 году режиссёр Андрей Кончаловский снял фильм «Курочка Ряба», по сюжету являющийся продолжением фильма «Истории про Асю Клячину». Главная роль отводилась актрисе Ие Саввиной, но она сочла сценарий недостойным. Так роль Аси досталась Инне Чуриковой.
Наиболее известные роли в кинофильмах «Морозко», «В огне брода нет», «Начало», «Тот самый Мюнхгаузен», «Васса», «Военно-полевой роман», «Курьер», «Ребро Адама», «Идиот», «В круге первом», «Ширли-мырли».
C 2007 по 2009 год была президентом Международного кинофестиваля имени Андрея Тарковского «Зеркало», который ежегодно проводится в городе Иваново (Россия).
Член Российской академии кинематографических искусств «Ника». Академик Национальной академии кинематографических искусств и наук России.
25 сентября 2015 года актриса приняла участие в театрализованных онлайн-чтениях произведений А. П. Чехова «Чехов жив».

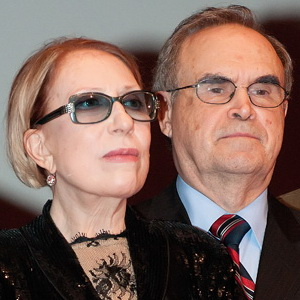
Вместе с Глебом Панфиловым на премьере фильма «Утомлённые солнцем 2: Цитадель» 3 мая 2011

### Смерть

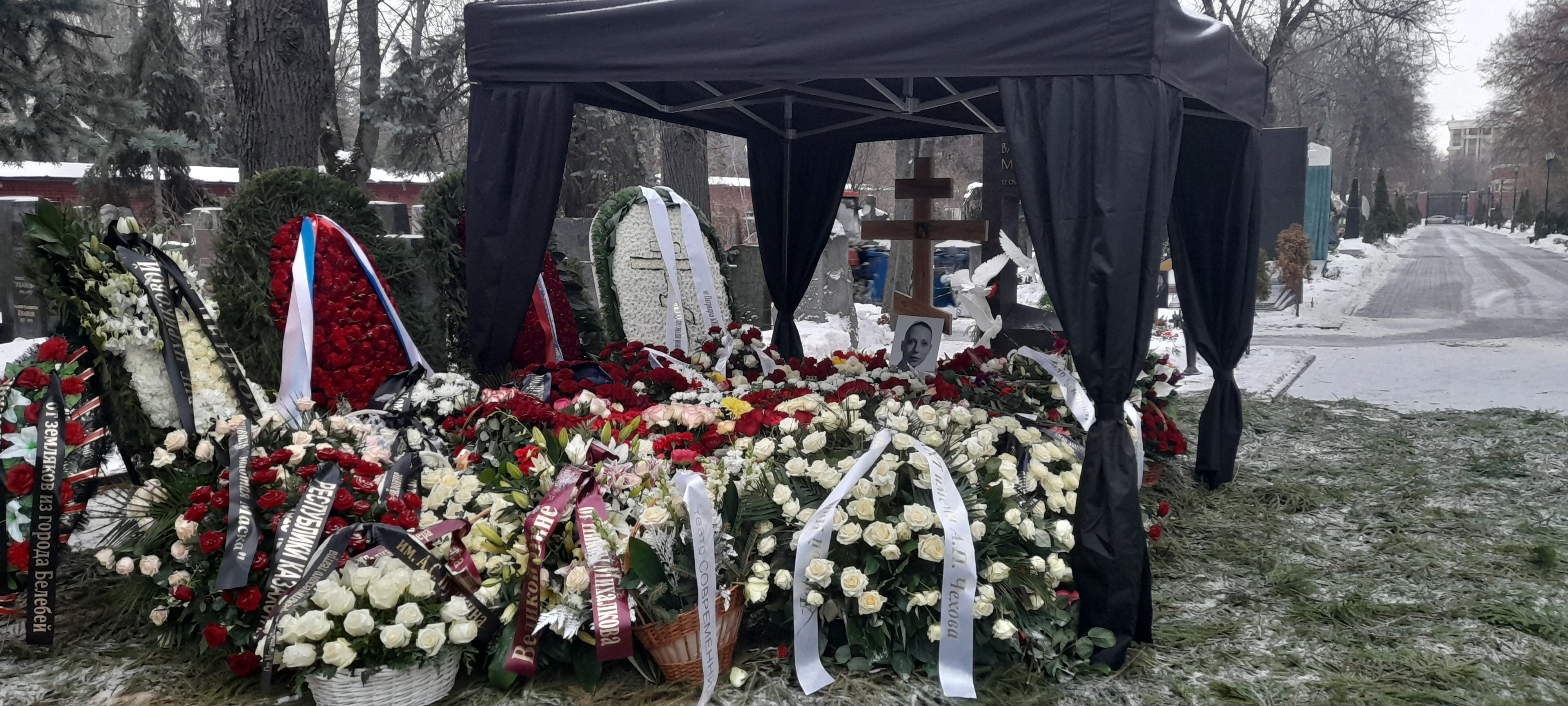
Могила Инны Чуриковой на Новодевичьем кладбище 18 января 2023 года

4 января 2023 года актриса была госпитализирована в Боткинскую больницу Москвы из-за плохого самочувствия. Скончалась там же 14 января 2023 года в возрасте 79 лет после продолжительной болезни (множественные кисты головного мозга). Церемония прощания с актрисой состоялась 17 января 2023 года в храме Христа Спасителя в Москве. Похоронена на Новодевичьем кладбище Москвы. Глеб Панфилов пережил свою жену на семь месяцев и скончался 26 августа того же года.

### Личная жизнь
Отец — Михаил Кузьмич Чуриков, агроном-селекционер, работник МСХА имени К. А. Тимирязева, участник советско-финской и Великой Отечественной войн. Умер в Алма-Ате. Мать — Елизавета Захаровна Мантрова (1917—2012), агрохимик, доктор сельскохозяйственных наук (1967), профессор (1972), сотрудник Ботанического сада МГУ.
Муж — Глеб Панфилов (1934—2023), кинорежиссёр и сценарист, народный артист РСФСР. Сын — Иван (род. 1978), юрист-международник, окончил МГИМО, продюсер.

### Общественная позиция
В 2001 году подписала открытое письмо в защиту телекомпании НТВ. В 2003 году была среди деятелей культуры и науки, призвавших российские власти остановить войну в Чечне и перейти к переговорному процессу. В 2006 году присоединилась к обращению, осуждающему принудительную депортацию граждан Грузии из России, связанные с этим случаи этнической дискриминации и общее ухудшение отношений между странами. В 2010 году подписала обращение «Лебедев и Ходорковский должны быть освобождены!». Выступала за освобождение Григория Пасько, Василия Алексаняна, Светланы Бахминой. Высказывалась против принятия закона, запрещающего усыновление детей-сирот гражданами США. Неоднократно поддерживала инициативы по защите животных.
Во время президентских выборов 2004 года входила в общественный совет сторонников Ирины Хакамады. Комментируя результаты голосования 2008 года, положительно оценила Дмитрия Медведева и Владимира Путина, охарактеризовав их как «очень привлекательных молодых мужчин». В 2020 году написала личное поручительство за главу карельского отделения общества «Мемориал» Юрия Дмитриева накануне его признания виновным.

## Творчество

### Роли в театре
Московский театр юного зрителя
- 1966 — «За тюремной стеной» Ю. П. Германа
- 1970 — «Зайка-зазнайка» С. В. Михалкова — Лиса
- «Два клёна» Е. Л. Шварца — Баба Яга
- «Трусохвостик» С. В. Михалкова.

Московский государственный театр «Ленком»
- 1974 — «Тиль» Г. И. Горина, постановка М. А. Захарова — Неле (дебют на сцене театра)
- 1975 — «Иванов» А. П. Чехова, постановка М. А. Захарова — Анна Петровна, урождённая Сарра
- 1976 — «Гамлет» У. Шекспира, постановка А. А. Тарковского — Офелия
- 1983 — «Оптимистическая трагедия» В. В. Вишневского, постановка М. А. Захарова — Комиссар
- 1985 — «Три девушки в голубом» Л. С. Петрушевской, постановка М. А. Захарова — Ира
- 1986 — «Гамлет» У. Шекспира, постановка Г. А. Панфилова — Гертруда
- 1989 — «Мудрец» на тему комедии А. Н. Островского «На всякого мудреца довольно простоты», постановка М. А. Захарова — Мамаева
- 1992 — «…Sorry» А. М. Галина, постановка Г. А. Панфилова — Инна
- 1994 — «Чайка» А. П. Чехова, режиссёр М. А. Захаров — Аркадина
- 1997 — «Варвар и еретик» по роману Ф. М. Достоевского «Игрок», режиссёры: К. Антропов, М. А. Захаров — Антонида Васильевна
- 2000 — «Город миллионеров» по пьесе Э. де Филиппо «Филумена Мартурано», режиссёр Р. С. Самгин — Филумена
- 2004 — «Tout payé, или Всё оплачено» по комедии И. Жамиака, режиссёр Э. Нюганен — Элеонора
- 2007 — «Женитьба» Н. В. Гоголя, постановка М. А. Захарова — Фёкла Ивановна
- 2010 — «Аквитанская львица» по мотивам пьесы Д. Голдмена «Лев зимой», постановка Г. А. Панфилова — Алиенора Аквитанская[42][43]
- 2012 — «Ложь во спасение» по мотивам пьесы А. Касоны «Деревья умирают стоя», постановка Г. А. Панфилова — бабушка

Театр наций
- 2017 — Аудиенция П. Моргана — королева Елизавета II

Антрепризные спектакли
- «Старая дева» Н. М. Птушкиной, режиссёр Б. Л. Мильграм — Татьяна (антреприза Н. Колесник, Продюсерский центр «ТеатрДом»)
- «Смешанные чувства» Р. Баэра, режиссёр Л. Г. Трушкин — Кристина Мильман (Театр Антона Чехова)
- «Овечка» Н. М. Птушкиной — Лия (антреприза О. Березовского, «Арт-клуб XXI»)

### Фильмография
| Год  |     | Название                                                                  | Роль                                                                                 |
| ---- | --- | ------------------------------------------------------------------------- | ------------------------------------------------------------------------------------ |
| 1960 | ф   | Тучи над Борском                                                          | Райка, одноклассница                                                                 |
| 1963 | ф   | Я шагаю по Москве                                                         | девушка на конкурсе, выигравшая петуха в клетке                                      |
| 1964 | ф   | Морозко                                                                   | Марфушка                                                                             |
| 1964 | ф   | Где ты теперь, Максим?                                                    | Анжелика                                                                             |
| 1965 | ф   | Стряпуха                                                                  | Варвара                                                                              |
| 1965 | ф   | Тридцать три                                                              | Розочка Любашкина, поклонница Травкина                                               |
| 1966 | ф   | Старшая сестра                                                            | Нелли, сослуживица Нади                                                              |
| 1966 | ф   | Неуловимые мстители                                                       | «Белокурая Жози», певица                                                             |
| 1967 | кор | Фитиль № 64 (сюжет «Проблема»)                                            | молодая мать                                                                         |
| 1967 | ф   | В огне брода нет                                                          | Таня Тёткина                                                                         |
| 1970 | ф   | Начало                                                                    | Паша Строганова                                                                      |
| 1975 | ф   | Прошу слова                                                               | Елизавета Уварова                                                                    |
| 1979 | тф  | Тот самый Мюнхгаузен                                                      | Якобина фон Мюнхгаузен, жена барона                                                  |
| 1979 | ф   | Тема                                                                      | Саша Николаева                                                                       |
| 1981 | ф   | Валентина                                                                 | Анна Васильевна Хороших                                                              |
| 1982 | ф   | Васса                                                                     | Васса Железнова                                                                      |
| 1983 | ф   | Военно-полевой роман                                                      | Вера Нетужилина                                                                      |
| 1984 | мтф | Мёртвые души                                                              | дама, приятная во всех отношениях                                                    |
| 1986 | ф   | Курьер                                                                    | Лидия Алексеевна, мама Ивана                                                         |
| 1989 | мтф | Эстер Эгетё / Égetö Eszter (Венгрия)                                      | Эстер Эгетё                                                                          |
| 1989 | ф   | Мать                                                                      | Ниловна                                                                              |
| 1990 | ф   | Ребро Адама                                                               | Нина Елизаровна, экскурсовод                                                         |
| 1993 | ф   | Плащ Казановы                                                             | Хлоя                                                                                 |
| 1993 | ф   | Свобода или смерть (не был завершён)                                      | Имя персонажа не указано                                                             |
| 1994 | ф   | Год собаки                                                                | Вера Морозова                                                                        |
| 1994 | ф   | Курочка Ряба                                                              | Ася Клячина                                                                          |
| 1995 | ф   | Ширли-мырли                                                               | Прасковья Алексеевна Кроликова, тётя-мама Кроликова, Шниперсона, Алмазова и Кроликоу |
| 2002 | ф   | Казус Белли                                                               | Маша                                                                                 |
| 2003 | ф   | Благословите женщину                                                      | Кунина                                                                               |
| 2003 | с   | Идиот                                                                     | Лизавета Прокофьевна Епанчина, генеральша                                            |
| 2004 | мтф | Узкий мост                                                                | Роза Борисовна                                                                       |
| 2004 | с   | Московская сага                                                           | Мэри Градова                                                                         |
| 2004 | с   | Винтовая лестница                                                         | Ольга Михайловна                                                                     |
| 2006 | с   | В круге первом                                                            | Наталья Павловна Герасимович                                                         |
| 2006 | тф  | Карнавальная ночь 2, или 50 лет спустя                                    | Инесса Парнасская, стоматолог-поэтесса                                               |
| 2007 | тф  | Лузер                                                                     | камео                                                                                |
| 2007 | ф   | Хранить вечно                                                             | Наталья Павловна Герасимович                                                         |
| 2008 | тф  | Без вины виноватые                                                        | Отрадина-Кручинина                                                                   |
| 2008 | ф   | Тайны дворцовых переворотов. Россия, век XVIII-ый. Фильм 7 «Виват, Анна!» | Анна Иоанновна                                                                       |
| 2009 | ф   | Потому что это я (новелла «Близкое объятие»)                              | женщина                                                                              |
| 2011 | ф   | Утомлённые солнцем 2: Цитадель                                            | деревенская старуха                                                                  |
| 2015 | ф   | Без границ (новелла «Тбилиси»)                                            | Нина                                                                                 |
| 2015 | ф   | Память осени                                                              | Вера Иконникова                                                                      |
| 2015 | ф   | Самый лучший день                                                         | Любовь Васютина                                                                      |
| 2015 | ф   | Страна Оз                                                                 | мать Диванных воинов                                                                 |
| 2019 | кор | Без комментариев                                                          | слепая мама                                                                          |
| 2020 | ф   | Иван Денисович                                                            | старица                                                                              |
| 2021 | ф   | Мятный пряник                                                             | Алевтина Ивановна, директор детского дома                                            |
| 2022 | кор | Будем заново                                                              | бабушка                                                                              |
| 2023 | ф   | Пациент № 1                                                               | жена генсека К. У. Черненко                                                          |

### Телеспектакли
- 1966 — Тебе, юность! — Ира
- 1977 — Любовь Яровая — Любовь Яровая
- 1988 — Три девушки в голубом — Ира
- 2004 — Мудрец — Мамаева
- 2005 — Варвар и еретик — Антонида Васильевна
- 2005 — Чайка — Ирина Николаевна Аркадина
- 2009 — Город миллионеров — Филумена Мартурано
- 2009 — Женитьба — Фёкла Ивановна
- 2011 — Смешанные чувства — Кристина Мильман
- 2013 — Аквитанская львица — Алиенора Аквитанская, королева, жена Генриха II
- 2015 — Ложь во спасение — бабушка

### Озвучивание
- 1974 — Цветные сны — закадровый текст
- 1981 — Халиф-аист (анимационный) — Фея
- 1986 — Зонтик для новобрачных — Вера (роль Н. Ожелите)
- 1988 — Кошка, которая гуляла сама по себе (анимационный) — Кошка
- 2000 — Романовы. Венценосная семья — Александра Фёдоровна (роль Л. Беллингхем)
- 2005 — Фрида на фоне Фриды — Фрида
- 2015 — Сохрани мою речь навсегда (документальный)

### Озвучивание сказок
- 1975 — Когда поют светофоры — Старуха по кличке Авария

### Киносценарии
- 2000 — Романовы. Венценосная семья

### Участие в фильмах
- 2006 — Глеб Панфилов. Своя тема (документальный)
- 2007 — Зачем пережила тебя любовь моя… (документальный)
- 2007 — Михаил Ульянов. Человек, которому верили (документальный)
- 2008 — Леонид Броневой. Под колпаком у Мюллера (документальный)
- 2008 — Моя обманчивая мрачность. Марк Захаров (документальный)
- 2008 — Инна Чурикова (из документального цикла «Острова»)
- 2009 — Александр Абдулов. Роман с жизнью (документальный)
- 2009 — Владимир Ивашов. Баллада о любви (документальный)
- 2009 — Николай Караченцов. Любви не названа цена (документальный)
- 2010 — Последняя шутка Григория Горина (документальный)
- 2010 — Я шагаю по Москве. Вечное обаяние молодости (из документального цикла «Фильм про фильм»)
- 2011 — Монолог в четырёх частях. Глеб Панфилов (документальный)
- 2012 — У меня не ледяное сердце (документальный)
- 2013 — Александр Збруев. Небольшая перемена (документальный)
- 2013 — Инна Чурикова. «Не принцесса! Королевна!!!» (документальный, биографический, приуроченный к 70-летнему юбилею актрисы, Первый канал, режиссёр А. Луков)[45]
- 2014 — Олег Янковский. Последняя охота (документальный)
- 2014 — Тот самый Мюнхгаузен (из цикла документальных фильмов «Тайны советского кино»)
- 2014 — Янковский (документальный)
- 2018 — Мёртвые души (из документального цикла «Тайны кино»)
- 2018 — Маленькие трагедии (из документального цикла «Тайны кино»)

## Награды

### Звания

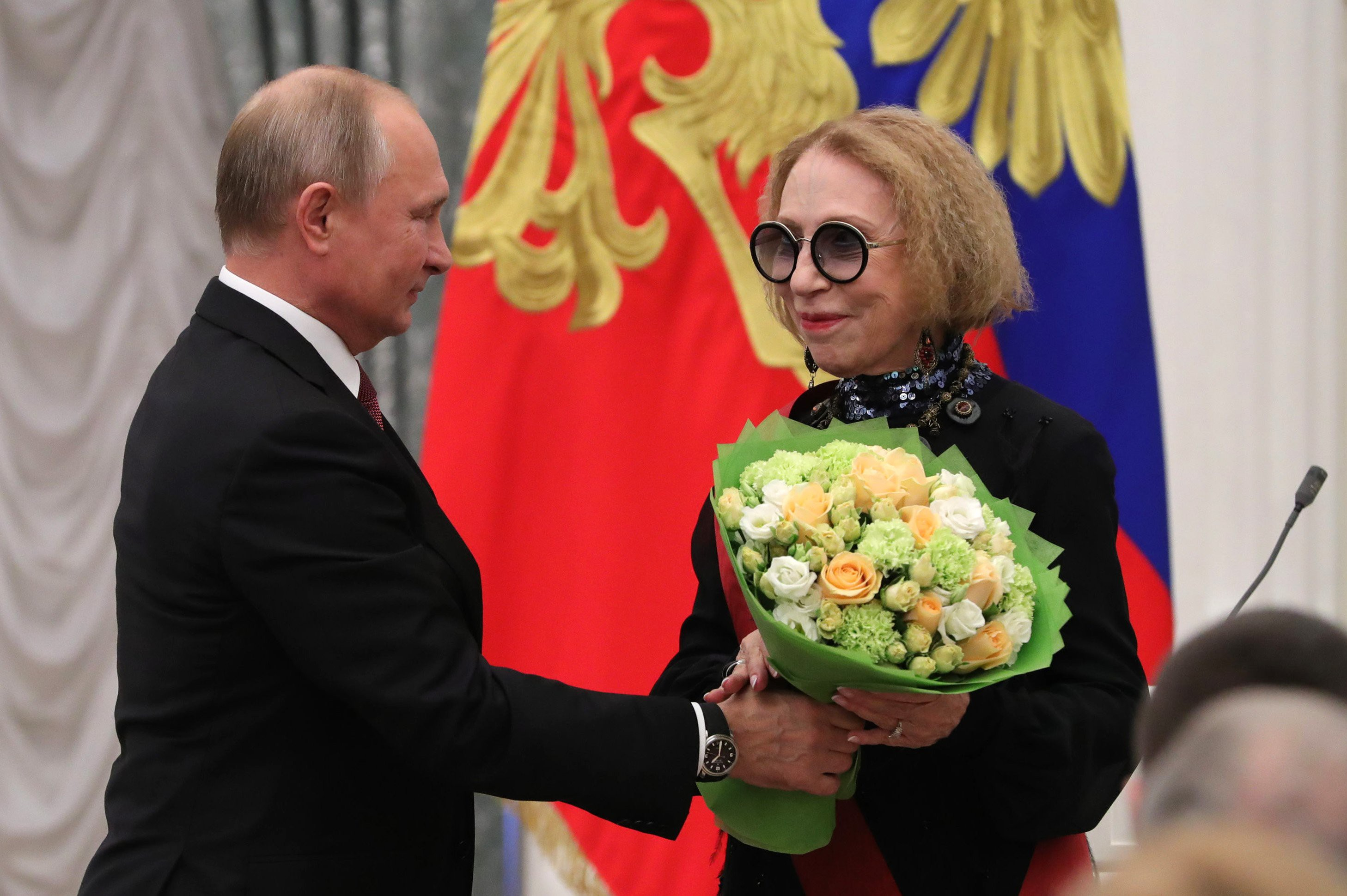
Награждение Орденом «За заслуги перед Отечеством» I степени, 27 ноября 2018 года

- 1977 — Заслуженная артистка РСФСР (23 декабря) — за заслуги в области советского театрального искусства[46]
- 1985 — Народная артистка РСФСР (3 июля) — за заслуги в области советского театрального искусства[47]
- 1991 — Народная артистка СССР (16 мая) — за большие заслуги в развитии советского театрального искусства[48]
- Почётный член РАХ

### Ордена и медали
- 1997 — Орден «За заслуги перед Отечеством» IV степени (25 августа) — за большие заслуги в развитии театрального искусства[49]
- 2007 — Орден «За заслуги перед Отечеством» III степени (27 июля) — за большой вклад в развитие театрального искусства и многолетнюю творческую деятельность[50]
- 2010 — Офицер ордена искусств и литературы (Франция)[51]
- 2013 — Орден «За заслуги перед Отечеством» II степени (13 сентября) — за выдающийся вклад в развитие отечественного театрального искусства и многолетнюю творческую деятельность[52].
- 2018 — Орден «За заслуги перед Отечеством» I степени (29 июня) — за большой вклад в развитие отечественной культуры и искусства, средств массовой информации, многолетнюю плодотворную деятельность[53].

### Прочие награды, премии и поощрения
- 1969 — премия МКФ в Локарно, за лучшее исполнение женской роли (фильм «В огне брода нет», 1967)
- 1970 — звание «Лучшая актриса года» по опросу журнала «Советский экран» (за роль Паши Строгановой в фильме «Начало», 1970)
- 1976 — Премия Ленинского комсомола — за создание образов современников в кино
- 1984 — приз МКФ в Вальядолиде, за «Лучшую женскую роль второго плана» (фильм «Военно-полевой роман», 1983)[54]
- 1986 — Государственная премия РСФСР имени братьев Васильевых — за исполнение главной роли в фильме «Васса»
- 1991 — приз Международной федерации кинопрессы в номинации «Лучшая актриса года» (фильм «Ребро Адама», 1990)
- 1993 — приз Международной федерации кинопрессы в номинации «Лучшая актриса года» (фильм «Плащ Казановы», 1993)
- 1993 — премия «Триумф» в номинации «Актриса года»
- 1994 — приз КФ «Женский мир» в Набережных Челнах, «за классическое воплощение русского женского характера» (фильм «Год собаки», 1994)
- 1994 — приз МКФ «Фестиваль Фестивалей» в Санкт-Петербурге, за «Лучшую женскую роль» (фильм «Год собаки», 1994)
- 1994 — приз телепрограммы «Экспресс-кино» «За женственность, талант, человечность» на МКФ «Фестиваль Фестивалей» в Санкт-Петербурге (фильм «Год собаки», 1994)
- 1995 — премия «Хрустальная Турандот» в номинации «Лучшая женская роль», за исполнение роли Аркадиной в спектакле «Чайка» театра «Ленком»
- 1997 — Государственная премия Российской Федерации в области литературы и искусства 1996 года (29 мая 1997 года) — за исполнение главных ролей в спектаклях «Чайка» по пьесе А. Чехова, «Королевские игры» по мотивам пьесы М. Андерсона «1000 дней Анны Болейн» Московского государственного театра «Ленком»[55]
- 1997 — премия «Хрустальная Турандот» в номинации «Лучшая женская роль» за исполнение роли Антониды Васильевны в спектакле «Варвар и еретик» театра «Ленком»
- 1997 — Международная премия Станиславского (Международный Фонд К. С. Станиславского, 1997)[56], за выдающийся вклад в развитие отечественного и мирового театрального искусства за исполнение роли в спектакле «Варвар и еретик» театра «Ленком»[57].
- 2001 — специальный приз жюри драматического театра и театра кукол премии «Золотая маска», за роль в спектакле «Город миллионеров» по пьесе Э. Де Филиппо в театре «Ленком» в дуэте с А. Джигарханяном
- 2002 — Благодарность Президента Российской Федерации (16 сентября 2002 года) — за большой вклад в развитие театрального искусства[58]
- 2003 — премия «ТЭФИ» в номинации «Исполнительница женской роли в телевизионном фильме/сериале» (фильм «Идиот», 2003)
- 2003 — национальная премия кинокритики и кинопрессы «Золотой Овен» за «Лучшую женскую роль второго плана» (фильм «Благословите женщину», 2003)[59].
- 2004 — актёрская премия в области театра, кино и телевидения «Кумир года» за роль Элеоноры в спектакле «Tout paye, или Всё оплачено» театра «Ленком», а также за роль генеральши Епанчиной в телесериале «Идиот» (2003)[60]
- 2004 — Царскосельская художественная премия, «за творческий вклад в развитие российской культуры и искусства и укрепление международных культурных связей»
- 2004 — Золотая медаль имени Н. Д. Мордвинова II Международного театрального форума «Золотой Витязь», «за выдающийся вклад в театральное искусство»[61].
- 2009 — приз Кинофестиваля «Виват, кино России!» в Санкт-Петербурге, за «Лучшую женскую роль» (фильм «Тайны дворцовых переворотов. Фильм 7 „Виват, Анна!“», 2008)
- 2011 — зрительская премия «ЖЖивой театр» в номинации «Актриса года», за роль в спектакле «Аквитанская львица» театра Ленком[62].
- 2011 — премия 20-й юбилейной церемонии «Хрустальная Турандот» в номинации «Театральное достояние»
- 2011 — независимая премия «Звезда Театрала», за «Лучшую женскую роль» в спектакле «Аквитанская львица» театра «Ленком».
- 2013 — Российская национальная актёрская премия имени Андрея Миронова «Фигаро», «За служение русскому репертуарному театру»
- 2014 — Верю. Константин Станиславский
- 2017 — премия «Хрустальная Турандот» в номинации «Лучшая женская роль», за исполнение роли британской королевы Елизаветы II в спектакле Театра Наций «Аудиенция»[63].
- 2018 — Золотая медаль имени С. Ф. Бондарчука XXVII Международного кинофорума «Золотой Витязь», «за выдающийся вклад в кинематограф».
- 2019 — премия «Золотая маска», «за выдающийся вклад в театральное искусство»[64].

### Призы на кинофестивалях

#### Кинопремия «Ника»
- премии:
  - 1992, в номинации «Лучшая женская роль», фильм «Ребро Адама» (1990)
  - 2004, в номинации «Лучшая женская роль второго плана», фильм «Благословите женщину» (2003)
  - 2013, специальный приз премии «Ника» в номинации «Честь и достоинство» в паре с Г. Панфиловым, вручён выдающимся деятелям российского кино, чьи имена неразрывно связаны не только совместной плодотворной работой, но и всей жизнью
  - 2016, в номинации «Лучшая женская роль второго плана», фильм «Страна ОЗ» (2015)
- номинации:
  - 1994, в номинации «Лучшая женская роль», фильм «Плащ Казановы» (1993)
  - 1995, в номинации «Лучшая женская роль», фильм «Курочка Ряба» (1994).

#### Кинопремия «Золотой орёл»
- премии:
  - 2004, в номинации «Лучшая женская роль второго плана», фильм «Идиот» (2004)
  - 2007, в номинации «Лучшая женская роль на телевидении», фильм «В круге первом» (2007).

#### Кинофестиваль «Кинотавр»
- призы:
  - 1994, в номинации «Лучшая женская роль», фильм «Год собаки» (1994)
  - 1994, в номинации «Лучшая женская роль», фильм «Плащ Казановы» (1993)[65]

#### Берлинский кинофестиваль
- приз «Серебряный медведь»:
  - 1984, в номинации «Лучшая женская роль», фильм «Военно-полевой роман».